# Gizela Vuković
Gizela Vuković (Subotica, 5. rujna 1926. – Beograd, 29. ožujka 2015.), srbijanska je kazališna i filmska glumica, rodom Hrvatica. Na filmskim impresumima ju se ponekad navodi kao Gizu Vuković. Jedno je od nezaobilaznih subotičkih filmskih glumačkih imena, kao Vlatko Dulić, Eva Ras, Katica Nagy, Ilona Fülöp, Darko Čović, Mira Peić.
Od 1948. godine glumi i pjeva u kazalištu. Bila je članica Hrvatskog narodnog kazališta u Subotici. Bila je zvijezda tamošnjeg kazališta. Glumila je uloge Koštane, Hasanaginice, Sonje iz djela Čehova i dr.
Na Festivalu igranog filma u Puli 1968. je osvojila Zlatna arena za ulogu seljanke u filmu U raskoraku. 
Kad se svojevremeno preselila iz rodne Vojvodine u Beograd, obiteljsku kuću koju je stekla u braku s prvim suprugom zamijenila je za stan u centru Beograda. Iz prvog braka ima kćer. Dok je 1963. godine snimala film Radopolje, upoznala se s dvadesetogodišnjim glumcem subotičkog kazališta, budućim pjevačem Zvonkom Bogdanom, za kojeg se nešto poslije udala i s njim u braku provela 6 godina. Ona ga je sredinom 1960-ih dovela u Beograd. Prema riječima Zvonka Bogdana, Giza i njena kći nisu se snašle kad su se preselile iz provincije u Beograd, a zbog poslovanja njene kćeri, i Bogdanu je bila ugrožena egzistencija i na intervenciju njegove majke, koja se protivila braku s Gizom, Bogdan se "izvukao iz cijele priče".
Kad je 1990-ih u Srbiji bila hiperinflacija, agencija njene kćer nagomilala je dugove. Da bi se naplatili, zelenaši su istjerali njenu majku Gizelu iz stana. Gizela Vuković, koja je već bila razbolila, obijala je pragove ne bi li dobila nekakvu financijsku pomoć da bi preživjela. Premijer Zoran Đinđić dao joj je donaciju od koje je jedno vrijeme preživljavala, a 2002. godine uselila se u hotel gdje boravi u sobičku. Dio njenih dugovanja za boravak podmirio je ministar kulture Dragan Kojadinović te glumac Voja Brajović.

## Uloge
- Lo scialo, 1987.
- Vuk Karadžić, serija, 1987.
- Priče preko pune linije, 1982.
- Erogena zona, 1981.
- Dud, 1980.
- Tigar, 1978.
- Salaš u malom ritu, serija, 1976.
- Devojački most, 1976.
- Salaš u malom ritu, film, 1976.
- Doktor Mladen, 1976.
- Marija, 1976.
- Pesma, 1975.
- Đavolje merdevine, 1975.
- Zimovanje u Jakobsfeldu, 1975.
- Testament, 1975.
- Partizani, film, 1974.
- Partizani, serija, 1974.
- Naše priredbe, 1973.
- Građani sela Luga, 1972.
- Zvezde su oči ratnika, 1972.
- Ne gazite muškatle, 1972.
- Izdanci iz opaljenog grma, 1972.
- Eneide, 1971.
- Bubašinter, 1971.
- Ovčar, 1971.
- Uniforme, 1971.
- Lilika, 1970.
- Siroma' sam al' sam besan, 1970.
- Zaseda, 1969.
- U raskoraku, 1968.
- Sunce tuđeg neba, 1968.
- Ima ljubavi, nema ljubavi, 1968.
- Buđenje pacova, 1967.
- Fruits amers – Soledad, 1967.
- Tri, 1967.
- Vreme ljubavi, 1966.
- Štićenik, 1967.
- Neprijatelj, 1965.
- Izgubljeni raj, TV-film, 1964.
- Radopolje, 1963.
- Partizanske priče, 1960.